# Russell (Name)
Russell oder ist ein im englischsprachigen Raum häufiger Vor- und Familienname. Die Bedeutung des aus dem Anglo-Normannischen stammenden Namen ist Roter oder Rotschopf.

## Namensträger

### Vorname
- Russell Ackoff (1919–2009), US-amerikanischer Organisationstheoretiker
- Russell Alexander Alger (1836–1907), US-amerikanischer Politiker
- Russell Allen (* 1971), US-amerikanischer Musiker
- Russell Banks (1940–2023), US-amerikanischer Schriftsteller
- Russell Boyd (* 1944), australischer Kameramann
- Russell Brand (* 1975), britischer Komiker, Moderator, Sänger, Schauspieler, Autor und politischer Aktivist
- Russell Canouse (* 1995), US-amerikanischer Fußballspieler
- Russell Coutts (* 1962), neuseeländischer Segler
- Russell Crowe (* 1964), neuseeländisch-australischer Schauspieler
- Russell T Davies (* 1963), britischer Fernsehproduzent und Drehbuchautor
- Russell Garcia (1916–2011), US-amerikanischer Komponist und Arrangeur
- Russell George (* 1932), US-amerikanischer Jazzmusiker
- Russell Hall (* ≈1995), jamaikanischer Jazzmusiker
- Russell Harlan (1903–1974), US-amerikanischer Kameramann
- Russell Hoban (1925–2011), US-amerikanischer Schriftsteller
- Russell van Horn (1885–1970), niederländischer Boxer
- Russell Hulse (* 1950), US-amerikanischer Physiker
- Russell Johnson (1924–2014), US-amerikanischer Schauspieler
- Russell Kun, nauruischer Politiker und Gewichtheber
- Russell Lee (1903–1986), US-amerikanischer Chemiker und Fotograf
- Russell Leng (* 1938), US-amerikanischer Politikwissenschaftler, Hochschullehrer
- Russell B. Long (1918–2003), US-amerikanischer Politiker
- Russell V. Mack (1891–1960), US-amerikanischer Politiker
- Russell Marshall (1936–2025), neuseeländischer Politiker und Diplomat
- Russell Means (1939–2012), US-amerikanischer Indianeraktivist
- Russell Lance Mitchell (* 1985), US-amerikanischer Baseballspieler, siehe Russ Mitchell
- Russell M. Nelson (* 1924), amerikanischer Kirchenführer der Kirche Jesu Christi der Heiligen der Letzten Tage
- Russell Owen (1889–1952), US-amerikanischer Journalist
- Russell Stein, bekannt als Russ Stein (1896–1970), US-amerikanischer American-Football-Spieler und Sheriff
- Russell Watson (* 1966), englischer Tenor
- Russell Westbrook (* 1988), US-amerikanischer Basketballspieler
- Russell Wilson (* 1988), US-amerikanischer American-Football-Spieler
- Russell Wong (* 1963), US-amerikanischer Schauspieler und Fotograf

### Familienname Russell

#### A
- Ada Dwyer Russell (1863–1952), US-amerikanische Schauspielerin und Herausgeberin
- Addison Peale Russell (1826–1912), US-amerikanischer Autor und Politiker
- Adolph Russell (1839–1881), deutscher Verleger und Verlagsbibliograph
- Al Russell (1921–2011), US-amerikanischer Musiker und Songwriter
- Alastair Russell (* um 1930), schottischer Badmintonspieler
- Alejo Russell (1916–1977), argentinischer Tennisspieler
- Alex Russell (Golfspieler) (1892–1961), australischer Golfspieler und Golfarchitekt
- Alex Russell (Fußballspieler, 1923) (1923–2014), nordirischer Fußballspieler
- Alex Russell (Fußballspieler, 1944) (* 1944), englischer Fußballspieler
- Alex Russell (Fußballspieler, 1973) (* 1973), englischer Fußballspieler
- Alex Russell (Schauspieler) (* 1987), australischer Schauspieler
- Alex Russell (Drehbuchautor), Drehbuchautor und Regisseur
- Alfred F. Russell (1817–1884), liberianischer Politiker, Präsident 1883/1884
- Alison Russell (* 1958), englische Richterin am High Court of Justice
- Allison Russell (* 1982), kanadische Americana-Musikerin
- Alonzo Russell (Footballspieler) (* 1992), US-amerikanischer American-Football-Spieler
- Alonzo Russell (Leichtathlet) (* 1992), bahamaischer Leichtathlet
- Andre Russell (* 1988), Cricketspieler der West Indies
- Andrew Russell (Triathlet) (* 1980), kanadischer Triathlet
- Andrew Russell (Kanute) (* 1983), kanadischer Kanute
- Andrew Russell Forsyth (1858–1942), britischer Mathematiker
- Andy Russell (* 1987), Fußballspieler für Hongkong
- Angela Russell (* 1967), australische Schwimmerin
- Anna Russell (1911–2006), britische Sängerin und Komödiantin
- Anna Worsley Russell (1807–1876), britische Botanikerin
- Anthony Russell (1943–2025), britischer anglikanischer Bischof
- Anthony P. Russell, kanadischer Zoologe und Paläontologe
- Anton Franz Johann Russell (1824–1878), deutscher Jurist und Politiker (Zentrum), MdR
- Antwan Russell (* 1986), bermudischer Fußballspieler
- Archibald George Blomefield Russell (1879–1955), britischer Kunsthistoriker, Genealoge, Heraldiker und Kunstsammler
- Arthur Russell, 2. Baron Ampthill (1869–1935), englischer Adliger und Diplomat
- Arthur Russell (Leichtathlet) (1886–1972), britischer Leichtathlet
- Arthur Russell (Musiker) (1951–1992), US-amerikanischer Cellist, Sänger, Komponist und Produzent
- Arthur Joseph Russell (1861–1945), US-amerikanischer Journalist und Schriftsteller

#### B
- Baker Creed Russell (1837–1911), britischer General
- Ben Russell (* 1976), US-amerikanischer Filmemacher
- Benjamin E. Russell (1845–1909), US-amerikanischer Politiker
- Bertrand Russell (1872–1970), britischer Mathematiker und Philosoph
- Betsy Russell (* 1963), US-amerikanische Schauspielerin
- Beulah Russell (1878–1940), US-amerikanische Mathematikerin und Hochschullehrerin
- Bibi Russell (* um 1954), bangladeschische Model und Unternehmerin und Model
- Big John Russell (1943–2010), niederländischer Soulsänger
- Bill Russell (Jazzhistoriker) (William Wagner Russell; 1905–1992), US-amerikanischer Historiker, Musiker und Produzent
- Bill Russell (William Felton Russell; 1934–2022), US-amerikanischer Basketballspieler
- Bill Russell (Baseballspieler, 1948) (William Ellis Russell; * 1948), US-amerikanischer Baseballspieler und -trainer
- Bill Russell (Liedtexter) (* 1949), US-amerikanischer Liedtexter und Librettist
- Bing Russell (1926–2003), US-amerikanischer Schauspieler
- Blake Russell (* 1975), US-amerikanische Langstreckenläuferin
- Bob Russell (1914–1970), US-amerikanischer Liedtexter und Komponist
- Bobby Russell (Fußballspieler, 1919) (Robert Inglis Russell; 1919–2004), schottischer Fußballspieler
- Bobby Russell (Musiker) (Robert Lee Russell; 1940–1992), US-amerikanischer Singer-Songwriter
- Bobby Russell (Fußballspieler, 1957) (Robert Russell; * 1957), schottischer Fußballspieler
- Bobby Russell (Eishockeyspieler) (* 1978), kanadischer Eishockeyspieler
- Brenda Russell (* 1949), US-amerikanische Sängerin
- Brent Russell (* 1980), südafrikanischer Rugby-Union-Spieler
- Brian Russell (Schauspieler) (1925–2005), US-amerikanischer Schauspieler und Drehbuchautor
- Brian Russell (Produzent) (* 1943), US-amerikanischer Musikproduzent
- Brian Russell (Geistlicher) (* 1950), britischer Geistlicher, Erzdiakon von Aston
- Brian Russell (Footballspieler) (* 1978), US-amerikanischer American-Football-Spieler
- Brooke Russell, US-amerikanische Sängerin
- Bryon Russell (* 1970), US-amerikanischer Basketballspieler und -trainer

#### C
- Calvin Russell (1948–2011), US-amerikanischer Singer-Songwriter
- Cam Russell (Cameron D. Russell; * 1969), kanadischer Eishockeyspieler, -trainer und -funktionär
- Cameron Russell (* 1987), US-amerikanisches Model
- Carolyn Russell (* 1974), kanadische Squashspielerin
- Carrie Russell (* 1990), jamaikanische Sprinterin
- Catherine Russell (Sängerin) (* 1956), US-amerikanische Blues- und Jazz-Sängerin
- Catherine Russell (Schauspielerin) (* 1965), britische Schauspielerin
- Catherine M. Russell (* 1961), US-amerikanische Beamtin
- Charles Russell, Baron Russell of Killowen (1832–1900), britischer Anwalt, Politiker und Richter
- Charles Russell (Rugbyspieler) (1884–1954), australischer Rugby-Union- und Rugby-League-Spieler und -Trainer
- Charles A. Russell (1852–1902), US-amerikanischer Politiker
- Charles H. Russell (1903–1989), US-amerikanischer Politiker
- Charles M. Russell (1864–1926), US-amerikanischer Maler und Schriftsteller
- Charles Ritchie Russell, Baron Russell of Killowen (1908–1986), britischer Jurist und Lordrichter
- Charles Taze Russell (1852–1916), US-amerikanischer Verleger, Bibelforscher und Autor
- Charles Wells Russell (1818–1867), US-amerikanischer Politiker
- Christopher Russell (* 1947), britischer Drehbuchautor und Kinderbuchautor
- Chuck Russell (Charles Russell; * 1952), US-amerikanischer Regisseur, Produzent und Drehbuchautor
- Clarissa Peters Russell (1809–1854), US-amerikanische Miniaturmalerin
- Claud Russell (1871–1959), britischer Diplomat
- Claude Russell-Brown (1873–1939), kanadischer Tennisspieler
- Clive Russell (* 1945), schottischer Schauspieler
- Colin Russell (Schauspieler), Schauspieler
- Colin Russell (Fußballspieler) (* 1961), englischer Fußballspieler
- Colin Russell (Schwimmer) (* 1984), kanadischer Schwimmer
- Colin A. Russell (1928–2013), britischer Wissenschaftshistoriker
- Compton Russell, Tennisspieler für Karibik-Westindien
- Conrad Russell, 5. Earl Russell (1937–2004), britischer Historiker und Politiker
- Craig Russell (Schauspieler) (1948–1990), kanadischer Schauspieler und Drag Queen
- Craig Russell (Komponist) (* 1951), US-amerikanischer Komponist
- Craig Russell (Autor) (* 1956), britischer Autor
- Craig Russell (Fußballspieler) (* 1974), englischer Fußballspieler
- Curly Russell (1917–1986), US-amerikanischer Jazz-Bassist

#### D
- Dale Russell (1937–2019), US-amerikanischer Paläontologe
- D’Angelo Russell (* 1996), US-amerikanischer Basketballspieler
- Daniel Lindsay Russell (1845–1908), US-amerikanischer Politiker
- Danielle Rose Russell (* 1999), US-amerikanische Schauspielerin
- Darrell Russell (1976–2005), US-amerikanischer Footballspieler
- Dave Russell (Fußballspieler, 1895) (David Page Russell; 1895–1972), schottischer Fußballspieler
- Dave Russell (Fußballspieler, 1914) (David Wallace Russell; 1914–2000), schottischer Fußballspieler und -trainer
- David Russell (Gitarrist) (* 1953), schottischer Gitarrist
- David Abel Russell (1780–1861), US-amerikanischer Jurist und Politiker
- David O. Russell (David Owen Russell; * 1958), US-amerikanischer Regisseur, Produzent und Schriftsteller
- David Patrick Russell (1938–2014), südafrikanischer Geistlicher, Bischof von Grahamstown
- David W. Russell (David William Russell; * 1954/1957), US-amerikanischer Biochemiker und Genetiker
- Davin Russell (* 1984), Tennisspieler von den Bahamas
- Deborah Russell (* 1966), neuseeländische Politikerin (Labour Party)
- De’Jour Russell (* 2000), jamaikanischer Hürdenläufer
- DeWayne Russell (* 1994), US-amerikanischer Basketballspieler
- Diana Russell, Duchess of Bedford (1710–1735), britische Adlige
- Diana E. H. Russell (1938–2020), Soziologin, feministische Autorin und Aktivistin
- Dick Russell (* um 1928), australischer Badmintonspieler
- Dietrich Russell († 2006), deutscher Flugzeugbaumanager (EADS)
- Donald Andrew Russell (1920–2020), britischer Klassischer Philologe
- Donald E. Russell (* 1927), US-amerikanischer Paläontologe
- Donald J. Russell (1900–1985), US-amerikanischer Eisenbahnmanager
- Donald S. Russell (1906–1998), US-amerikanischer Politiker
- Dora Russell (1894–1986), britische Autorin, Feministin und politische Aktivistin
- Dorothy Stuart Russell (1895–1983), britische Pathologin
- Douglas Russell (* 1946), US-amerikanischer Schwimmsportler

#### E
- Edward Russell, 1. Earl of Orford (1653–1727), britischer Admiral und Politiker
- Edward Russell, 1. Baron Russell of Liverpool (1834–1920), britischer Zeitungsherausgeber und Politiker
- Edward Russell, 2. Baron Russell of Liverpool (1895–1981), britischer Soldat, Jurist und Historiker
- Edward Russell (Politiker) (1782–1835), US-amerikanischer Bankmanager und Politiker
- Edward Russell, 23. Baron de Clifford (1824–1877), britischer Politiker
- Edward Russell, 24. Baron de Clifford (1855–1894), britischer Politiker
- Edward Russell, 26. Baron de Clifford (1907–1982), britischer Autorennfahrer und Militär
- Elizabeth Russell, Baroness Russell (1528–1609), englische Adlige am Hof von Königin Elisabeth I.
- Elizabeth Russell (Missionarin) (1836–1928), US-amerikanische Missionarin in Japan
- Elizabeth Russell (Schauspielerin) (1916–2002), US-amerikanische Schauspielerin
- Ellie Russell (* 2000), britische Radsportlerin
- Emil Russell (1835–1907), deutscher Jurist, Bankier und Politiker
- Enno Russell (1869–1949), deutscher Bankier
- Eric Frank Russell (1905–1978), britischer Science-Fiction-Autor
- Erica Russell (* 1951), neuseeländische Animatorin und Regisseurin
- Ethan Russell (* 1945), US-amerikanischer Fotograf, Autor und Videoregisseur

#### F
- Finn Russell (* 1992), schottischer Rugby-Union-Spieler
- Francis Russell, 2. Earl of Bedford (um 1527–1585), britischer Adliger
- Francis Russell, 4. Earl of Bedford (1593–1641), britischer Adliger
- Francis Russell, Marquess of Tavistock (1739–1767), britischer Adliger und Politiker
- Francis Russell, 5. Duke of Bedford (1765–1802), britischer Politiker
- Francis Russell, 7. Duke of Bedford (1788–1861), britischer Politiker
- Francis Russell, 9. Duke of Bedford (1819–1891), britischer Politiker und Agrarwissenschaftler
- Francis Russell (Sänger) (1896–1982), englischer Opernsänger (Tenor)
- Francis Russell (Autor) (1910–1989), US-amerikanischer Autor
- Frank Russell (Schauspieler) (1857–1925), amerikanischer Schauspieler
- Frank Russell, 2. Earl Russell (1865–1931), britischer Politiker
- Frank Russell, Baron Russell of Killowen (1867–1946), britischer Jurist
- Frederick Stratten Russell (1897–1984), britischer Zoologe

#### G
- Gail Russell (1924–1961), US-amerikanische Schauspielerin
- Gary Antonio Russell (* 1993), US-amerikanischer Boxer
- Gary Antuanne Russell (* 1996), US-amerikanischer Boxer
- Gary Russell (* 1963), britischer Autor und Schauspieler
- Gary Russell junior (* 1988), US-amerikanischer Boxer
- Gary Russell senior (1959–2022), US-amerikanischer Boxtrainer
- Geoffrey Russell, 4. Baron Ampthill (1921–2011), britischer Politiker und Geschäftsmann
- George Russell (Fußballspieler, 1869) (1869–1930), schottischer Fußballspieler
- George Russell (Fußballspieler, 1893) (1893–??), englischer Fußballspieler
- George Russell (Fußballspieler, 1902) (1902–1963), englischer Fußballspieler
- George Russell (Gitarrist) (1919–2008), US-amerikanischer Gitarrist und Komponist
- George Russell (Musiker) (1923–2009), US-amerikanischer Jazzmusiker
- George Russell (Rennfahrer) (* 1998), britischer Automobilrennfahrer
- George William Russell (Pseudonym Æ; 1867–1935), irischer Dichter, Herausgeber, Maler, Journalist und Theosoph
- Gillian Russell (* 1973), jamaikanische Leichtathletin
- Gloria Russell (1912–1963), US-amerikanische Speerwerferin
- Gordon J. Russell (1859–1919), US-amerikanischer Politiker
- Grayson Russell (* 1998), US-amerikanischer Schauspieler
- Greg P. Russell, US-amerikanischer Tontechniker

#### H
- Hal Russell (eigentlich Harold Luttenbacher; 1926–1992), US-amerikanischer Jazz-Musiker
- Harold Russell (1914–2002), kanadisch-US-amerikanischer Schauspieler und Autor
- Henry Russell (Kolonialbeamter), britischer Kolonialbeamter
- Henry Russell (Musiker) (1812/1815–1900), britischer Pianist, Komponist und Sänger (Bariton)
- Henry Russell (Höhlenforscher) (1834–1909), französischer Höhlenforscher
- Henry Russell (Leichtathlet) (1904–1986), US-amerikanischer Leichtathlet
- Henry Chamberlain Russell (1836–1907), australischer Astronom und Meteorologe
- Henry Norris Russell (1877–1957), US-amerikanischer Astronom
- Hastings Russell, 12. Duke of Bedford (1888–1953), britischer Adliger und Politiker
- Hugh Russell (1959–2023), nordirischer Boxer

#### I
- Iain Russell (* 1982), schottischer Fußballspieler
- Ian Russell (1917–2002), britischer Adliger und Schriftsteller, siehe John Russell, 13. Duke of Bedford
- Ian Russell (Rugbyspieler) (* 1965), australischer Rugby-League-Spieler
- Ian Russell (Fußballspieler) (* 1975), US-amerikanischer Fußballspieler und -trainer
- Israel Cook Russell (1852–1906), US-amerikanischer Geologe

#### J
- J. Edward Russell (1867–1953), US-amerikanischer Politiker
- J. Stephen Russell (* 1951), US-amerikanischer Anglist
- Jacen Russell-Rowe (* 2002), kanadischer Fußballspieler
- Jack Russell (1795–1883), britischer Pfarrer und Hundezüchter, siehe John Russell (Hundezüchter)
- Jack Russell (Cricketspieler, 1887) (1887–1961), englischer Cricketspieler
- Jack Russell (1905–1967), US-amerikanischer Kameramann, siehe John L. Russell
- Jack Russell (Footballspieler) (James Monroe Russell; 1919–2006), US-amerikanischer American-Football-Spieler
- Jack Russell (Musiker) (1960–2024), US-amerikanischer Musiker und Sänger
- Jack Russell (Cricketspieler, 1963) (* 1963), englischer Cricketspieler

- JaMarcus Russell (* 1985), US-amerikanischer American-Football-Spieler
- James Russell (Mediziner) (1754–1836), britischer Chirurg
- James Russell (Schauspieler) (* 1927), US-amerikanischer Schauspieler
- James A. Russell (James Albert Russell; * 1947), US-amerikanischer Psychologe
- James K. Russell, Vulkanologe
- James McPherson Russell (1786–1870), US-amerikanischer Politiker
- James S. Russell (1903–1996), US-amerikanischer Admiral
- James T. Russell (* 1931), US-amerikanischer Physiker und Erfinder
- Jane Russell (Medizinerin) (1911–1967), US-amerikanische Endokrinologin
- Jane Russell (1921–2011), US-amerikanische Schauspielerin
- Janieve Russell (* 1993), jamaikanische Hürdenläuferin
- Jay Russell (* 1960), US-amerikanischer Filmregisseur, Drehbuchautor und Filmproduzent
- Jeffrey B. Russell (1934–2023), US-amerikanischer Historiker und Religionswissenschaftler
- Jenna Russell (* 1967), britische Schauspielerin
- Jennifer Russell (* 1978), US-amerikanische Tennisspielerin
- Jeremiah Russell (1786–1867), US-amerikanischer Politiker
- JoAnne Russell (* 1954), US-amerikanische Tennisspielerin
- Joe Russell, Alternativname von Joe Santos (1931–2016), US-amerikanischer Schauspieler
- Joe Russell (Schauspieler, 1978) (* 1978), US-amerikanischer Schauspieler und Filmproduzent
- Joe Russell (Backgammonspieler) (Joseph Russell), US-amerikanischer Backgammonspieler
- John Russell (Bischof) († 1494), Bischof von Rochester und von Lincoln
- John Russell, 1. Earl of Bedford (1485–1555), englischer Staatsmann
- John Russell, 3. Baron Russell († 1584), englischer Peer und Politiker
- John Russell, 4. Duke of Bedford (1710–1771), britischer Staatsmann
- John Russell (Maler) (1745–1806), englischer Maler
- John Russell, 6. Duke of Bedford (1766–1839), britischer Politiker, Lord Lieutenant of Ireland
- John Russell (Politiker, 1772) (1772–1842), US-amerikanischer Politiker (New York)
- John Russell, 1. Earl Russell (1792–1878), britischer Politiker
- John Russell (Hundezüchter) (1795–1883), britischer Hundezüchter
- John Russell (Schriftsteller) (1796–1846), britischer Anwalt und Schriftsteller
- John Russell (Politiker, 1827) (1827–1869), US-amerikanischer Lehrer und Politiker (Ohio)
- John Russell (Lehrer) (1855–1937), britischer Lehrer und Schulgründer
- John Russell, 13. Duke of Bedford (John Ian Robert Russell; 1917–2002), britischer Adliger und Schriftsteller
- John Russell (Journalist) (1919–2008), britischer Journalist
- John Russell (Reiter) (1920–2020), US-amerikanischer Springreiter
- John Russell, 4. Earl Russell (1921–1987), britischer Adliger und Politiker
- John Russell (Schauspieler) (1921–1991), US-amerikanischer Schauspieler
- John Russell, 27. Baron de Clifford (1928–2018), britischer Adliger und Politiker
- John Russell (Ruderer) (1935–2019), britischer Ruderer
- John Russell, Pseudonym von Hugo Blanco Galiasso (* 1937), argentinischer Schauspieler
- John Russell, Pseudonym von Joaquín Blanco (1938–2011), spanischer Schauspieler
- John Russell (Musiker) (1954–2021), britischer Jazz- und Improvisationsmusiker
- John Russell, 7. Earl Russell (* 1971), britischer Peer und Politiker
- John Russell (Fußballspieler) (* 1985), irischer Fußballspieler
- John E. Russell (1834–1903), US-amerikanischer Politiker
- John H. Russell Jr. (1872–1947), Befehlshaber des amerikanischen Marine Corps
- John Joyce Russell (1897–1993), US-amerikanischer Geistlicher, Bischof von Richmond
- John L. Russell (auch Jack Russell; 1905–1967), US-amerikanischer Kameramann
- John Peter Russell (1858–1930), australischer Maler
- John Scott Russell (1808–1882), britischer Schiffbauer, Ingenieur und Physiker
- Johnny Russell (Fußballspieler, 1868) (1868–1945), schottischer Fußballspieler
- Johnny Russell (Saxophonist) (1909–1991), US-amerikanischer Jazz-Musiker
- Johnny Russell (Sänger) (1940–2001), US-amerikanischer Country-Musiker
- Johnny Russell (Fußballspieler, 1990) (* 1990), schottischer Fußballspieler
- Jon Russell (* 2000), englisch-jamaikanischer Fußballspieler
- Jonathan Russell (1771–1832), US-amerikanischer Politiker
- Joseph Russell (Politiker, 1800) (1800–1875), US-amerikanischer Politiker (New York)
- Joseph Russell (Politiker, 1868) (1868–1925), kanadischer Politiker
- Joseph Russell, US-amerikanischer Backgammonspieler, siehe Joe Russell (Backgammonspieler)
- Joseph Russell (Tennisspieler) (* 1961), US-amerikanischer Tennisspieler
- Joseph J. Russell (1854–1922), US-amerikanischer Politiker (Missouri)
- Julie-Ann Russell (* 1991), irische Fußballspielerin

#### K
- Karen Russell (* 1981), US-amerikanische Schriftstellerin
- Karl Russell (1870–1950), deutscher Politiker

- Kate Russell (Journalistin) (Kathryn Jane Russell; * 1968), britische Journalistin
- Kate Russell (Fußballspielerin) (Kathryn Elizabeth Russell; * 1989), US-amerikanische Fußballspielerin
- Kate Elizabeth Russell (* 1984), US-amerikanische Autorin
- Katharine Russell, Viscountess Amberley (1842–1874), britische Suffragette
- Katheryn Russell-Brown (* 1961), US-amerikanische Rechtswissenschaftlerin und Kriminologin sowie Kinderbuchautorin
- Kathleen Russell (Schwimmerin) (1912–1992), südafrikanische Schwimmerin
- Kathleen Russell (Leichtathletin) (1927–1969), jamaikanische Weitspringerin, Hochspringerin, Sprinterin und Hürdenläuferin
- Ken Russell (1927–2011), britischer Regisseur
- Ken Russell (Radsportler) (1929–2017), britischer Radrennfahrer
- Ken Russell (Footballspieler) (1935–2014), US-amerikanischer American-Football-Spieler
- Keri Russell (* 1976), US-amerikanische Schauspielerin
- Kevin Russell (* 1964), englischer Sänger
- Kris Russell (* 1987), kanadischer Eishockeyspieler
- Kurt Russell (* 1951), US-amerikanischer Schauspieler
- Kyle Russell (* 1993), US-amerikanischer Volleyballspieler

#### L
- Landon Ronald Russell (1873–1938), englischer Dirigent, Musikpädagoge und Komponist, siehe Landon Ronald
- Larry Russell (1913–1954), US-amerikanischer Filmkomponist, Arrangeur und Dirigent
- Lee M. Russell (1875–1943), US-amerikanischer Politiker
- Leon Russell (1942–2016), US-amerikanischer Sänger, Pianist und Gitarrist
- Leslie W. Russell (1840–1903), US-amerikanischer Politiker
- Letty Russell (1929–2007), US-amerikanische Theologin
- Liane B. Russell (1923–2019), US-amerikanische Strahlengenetikerin
- Lillian Russell (1861–1922), US-amerikanische Schauspielerin
- Lloyd W. Russell, Gewinner des Oscars für Wissenschaft und Entwicklung 1951
- Loris S. Russell (1904–1998), kanadisch-US-amerikanischer Geologe und Paläontologe
- Lucy Russell (* 1972), britische Schauspielerin
- Luis Russell (1902–1963), US-amerikanischer Jazzpianist
- Lynn Paula Russell (* 1949), englische Comiczeichnerin und Illustratorin

#### M
- Mabel Russell, Geburts- und Schauspielerinname von Mabel Philipson (1886–1951), englisch-britische Schauspielerin, Politikerin und Mitglied im House of Commons
- Margaret Russell (Alchemistin) (1560–1616), englische Adlige und Alchimistin
- Margaret Russell (* um 1935), australische Badmintonspielerin
- Marjory Russell (1929–2015), schottische Badmintonspielerin
- Mark Russell (Diplomat) (1929–2005), britischer Diplomat
- Mark Russell (Kabarettist) (1932–2023), US-amerikanischer Kabarettist
- Mark Russell (Schauspieler) (* 1933), US-amerikanischer Schauspieler
- Mark Russell (Komponist) (* 1960), britischer Komponist
- Mark Russell (Autor) (* 1971), amerikanischer Autor und Comiczeichner
- Mark Russell (Fußballspieler) (* 1996), schottischer Fußballspieler
- Mary Russell, Duchess of Bedford (1865–1937), englische Pilotin und Ornithologin
- Mary Doria Russell (* 1950), US-amerikanische Autorin
- Masai Russell (* 2000), US-amerikanische Hürdenläuferin
- Matt Russell (* 1983), US-amerikanischer Triathlet
- McKinney Russell (1929–2016), US-amerikanischer Journalist und Diplomat
- Mercedes Russell (* 1995), US-amerikanische Basketballspielerin
- Michael Russell (Bischof) (1920–2009), irischer Geistlicher, Bischof von Waterford und Lismore
- Michael Russell (Mediziner) (1932–2009), südafrikanisch-britischer Psychiater
- Michael Russell (Segler) (* 1949), bahamaischer Segler
- Michael Russell (Politiker) (* 1953), schottischer Politiker (SNP)
- Michael Craig Russell (* 1978), US-amerikanischer Tennisspieler
- Mike Russell (* 1969), englischer Billardspieler
- Morgan Russell (1886–1953), US-amerikanischer Maler
- Moses B. Russell (1809–1884), US‑amerikanischer Porträt‑ und Miniaturmaler

#### N
- Naomi Russell (* 1983), US-amerikanische Pornodarstellerin
- Nicholas Russell, 6. Earl Russell (1968–2014), britischer Adliger
- Nipsey Russell (1918–2005), US-amerikanischer Schauspieler

#### O
- Odo Russell, 1. Baron Ampthill (1829–1884), britischer Adliger und Diplomat
- Odo Russell (Diplomat) (1870–1951), britischer Diplomat

#### P
- P. Craig Russell (Philip Craig Russell; * 1951), US-amerikanischer Comicbuchzeichner, Künstler und Illustrator
- Patrick Russell (Bischof) (1629–1692), irischer Geistlicher, Erzbischof von Dublin
- Patrick Russell (Herpetologe) (1727–1805), schottischer Herpetologe und Chirurg
- Patrick Russell (Eishockeyspieler) (* 1993), dänischer Eishockeyspieler
- Paul Elliott Russell (* 1956), US-amerikanischer Autor
- Paul Fitzpatrick Russell (* 1959), US-amerikanischer Geistlicher, Weihbischof in Detroit
- Pee Wee Russell (1906–1969), US-amerikanischer Jazzmusiker
- Peter Russell (Politiker) (1733–1808), irisch-kanadischer Politiker
- Peter Russell (Rugbyspieler) (* 1962), irischer Rugby-Union-Spieler
- Peter Russell (Tennisspieler) (* 1965), britischer Tennisspieler
- Peter Russell (Eishockeytrainer) (* 1974), britischer Eishockeytrainer und -spieler
- Peter Edward Russell (1913–2006), britischer Historiker, Romanist, Hispanist und Mediävist
- Peter H. Russell (1932–2024), kanadischer Politikwissenschaftler
- Phil Russell (* 1952), kanadischer Eishockeyspieler, -trainer und -scout
- Philip Russell (* 1953), britischer Physiker
- Philip Welsford Richmond Russell († 2013), südafrikanischer Erzbischof
- Phyllis MacPherson-Russell (1923–2008), jamaikanische Politikerin (PNP)

#### R
- Rachel Renée Russell (* 1959), US-amerikanische Autorin
- Ralph Russell (1918–2008), britischer Orientalist und Linguist
- Ray Russell (Schriftsteller) (Raymond Robert Russell; 1924–1999), US-amerikanischer Schriftsteller
- Ray Russell (Musiker)  (Raymond Russell; * 1947), britischer Musiker und Komponist
- Raymond Russell (Schauspieler) (1887–1918), US-amerikanischer Schauspieler
- Raymond Russell (Boxer) (* 1940), US-amerikanischer Boxer
- Raymond Russell (Golfspieler) (* 1972), schottischer Golfspieler
- Rayne Russell (* 1985), jamaikanischer Tennisspieler
- Reb Russell (1905–1978), US-amerikanischer Schauspieler
- Regan Russell (1955–2020), kanadische Tierschutzaktivistin
- Richard Russell (Bischof), Bischof von Portalegre und Viseu
- Richard Russell (Mediziner) (1687–1759), britischer Mediziner und Balneologe
- Richard Russell (Tennisspieler) (1945–2025), jamaikanischer Tennisspieler
- Richard Russell (1989–2018), US-amerikanischer Flughafenabfertiger, siehe Entwendung und Absturz einer De Havilland DHC-8-400 der Horizon Air
- Richard B. Russell (1897–1971), US-amerikanischer Politiker
- Richard Joel Russell (1895–1971), US-amerikanischer Geologe and Geograph
- Richard M. Russell (1891–1977), US-amerikanischer Politiker
- Richard R. Russell (* um 1928), australischer Badmintonspieler, siehe Dick Russell
- Robbie Russell (* 1979), ghanaischer Fußballspieler
- Robert Russell (Programmierer), US-amerikanischer Softwareentwickler
- Robert Russell (Drehbuchautor) (1912–1992), US-amerikanischer Drehbuchautor
- Robert Russell (Schauspieler) (1936–2008), britischer Schauspieler
- Robert Russell Bennett (1894–1981), US-amerikanischer Komponist
- Robert Boyd Russell (1888–1964), kanadischer Gewerkschafter und Politiker
- Robert Scott Russell (1913–1999), britischer Botaniker
- Rosalind Russell (1907–1976), US-amerikanische Schauspielerin
- Ross Russell (Musikproduzent) (1909–2000), US-amerikanischer Jazz-Produzent und Autor
- Ross Russell (Fußballspieler, 1967) (* 1967), Fußballspieler aus Trinidad und Tobago
- Ross Russell (Fußballspieler, 1992) (* 1992), Fußballspieler aus Trinidad und Tobago
- Rusty Russell (* 1973), australischer Programmierer
- Ryan Russell (* 1987), kanadischer Eishockeyspieler

#### S
- Sam M. Russell (1889–1971), US-amerikanischer Politiker
- Samuel Lyon Russell (1816–1891), US-amerikanischer Politiker
- Seán Russell (1893–1940), irischer Revolutionär
- Sean Russell (* 1952), kanadischer Schriftsteller
- Scott Russell (* 1964), US-amerikanischer Motorradrennfahrer
- Scott Hunter-Russell (* 1970), australischer Bogenschütze
- Shelley Russell (* 1987), südafrikanische Hockeyspielerin
- Shirley Russell (1935–2002), britische Kostümbildnerin
- Simon Russell, 3. Baron Russell of Liverpool (* 1952), britischer Adliger und Politiker
- Snookum Russell (1913–1981), US-amerikanischer Pianist und Bandleader
- Stan Russell (* um 1931), australischer Badmintonspieler
- Stephen Mims Russell, US-amerikanischer Ornithologe
- Steve Russell (Informatiker) (* 1937), US-amerikanischer Informatiker und Spieleentwickler
- Steve Russell (Politiker) (* 1963), US-amerikanischer Politiker
- Steve Russell (Snookerspieler) (* 1967), englischer Snookerspieler
- Steven Jay Russell (* 1957), US-amerikanischer Trickbetrüger und Hochstapler
- Stuart Russell (* 1962), britischer Informatiker und Hochschullehrer

#### T
- Taylor Russell (* 1994), kanadische Schauspielerin
- Ted Russell (1912–2004), irischer Politiker, Rugbyspieler und Unternehmensleiter
- Tekarei Russell (* 1937), kiribatische Lehrerin und Politikerin
- Theresa Russell (* 1957), US-amerikanische Schauspielerin
- Tom Russell (* 1953), US-amerikanischer Country- und Folk-Sänger

#### W
- Walker Russell (Basketballspieler, 1960) (* 1960), US-amerikanischer Basketballspieler
- Walker Russell (Basketballspieler, 1982) (* 1982), US-amerikanischer Basketballspieler
- Walter Russell (1871–1963), US-amerikanischer Maler, Bildhauer, Architekt, Philosoph und Mystiker
- William Russell, 1. Baronet (of Chippenham) (1575–1654), englischer Politiker
- William Russell, 1. Baronet (of Wytley) (1602–1669), englischer Politiker
- William Russell, 1. Duke of Bedford (1616–1700), englischer Adliger und Soldat
- William Russell, Lord Russell (1639–1683), englischer Politiker
- William Russell (Politiker, 1735) (1735–1793), US-amerikanischer Politiker (Virginia)
- William Russell (Politiker, 1758) (1758–1825), US-amerikanischer Politiker (Kentucky)
- William Russell (Komponist) (1777–1813), britischer Organist und Komponist
- William Russell (Politiker, 1782) (1782–1845), US-amerikanischer Politiker (Ohio)
- William Russell, 8. Duke of Bedford (1809–1872), britischer Politiker
- William Russell (Politiker, 1838) (1838–1913), neuseeländischer Politiker
- William Russell (Politiker, 1842) (1842–1912), australischer Politiker
- William Russell (Mediziner) (1852–1940), schottischer Pathologe
- William Russell (Politiker, 1857) (1857–1896), US-amerikanischer Politiker (Massachusetts)
- William Russell (Fußballspieler, 1867) (1867–1901), schottischer Fußballspieler
- William Russell (Schauspieler, 1884) (1884–1929), US-amerikanischer Stummfilmschauspieler
- William Russell (Fußballspieler, 1889) (1889–??), englischer Fußballspieler
- William Russell (Fechter) (1896–1958), US-amerikanischer Fechter
- William Russell (Schauspieler) (1924–2024), britischer Schauspieler
- William Russell (Politiker, 1965) (* 1965), britischer Politiker und 692. Lord Mayor of London
- William A. Russell (1831–1899), US-amerikanischer Politiker
- William Clark Russell (1844–1911), US-amerikanischer Autor
- William D. Russell (1908–1968), US-amerikanischer Regisseur
- William Eustis Russell (1857–1896), US-amerikanischer Politiker (Massachusetts)
- William Fiero Russell (1812–1896), US-amerikanischer Politiker
- William Henry Leighton Russell (1823–??), britischer Mathematiker
- William Hepburn Russell (1812–1872), US-amerikanischer Geschäftsmann
- William Howard Russell (1821–1907), irischer Journalist
- William Huntington Russell (1809–1885), US-amerikanischer Mediziner, Mitbegründer von „Skull and Bones“
- William James Russell (1830–1909), deutsch-britischer Chemiker und Hochschullehrer
- William L. Russell (1910–2003), US-amerikanischer Genetiker
- William Martin Russell (* 1947), britischer Theaterschriftsteller, Lyriker und Komponist
- William Thomas Russell (1863–1927), US-amerikanischer Geistlicher, Bischof von Charleston
- Wriothesley Russell, 3. Duke of Bedford (1708–1732), britischer Adliger und Politiker
- Wyatt Russell (* 1986), US-amerikanischer Schauspieler und Eishockeyspieler